# Tanya Lukin Linklater
Pour les articles homonymes, voir Linklater.
Tanya Lukin Linklater, née en 1976, est une artiste et chorégraphe Alutiiq, originaire des villages autochtones d'Afognak et de Port Lions, situés dans le Sud-Ouest de l'Alaska. 

## Biographie
Tanya Lukin Linklater appartient au peuple Alutiiq. Elle grandit à Afognak et Port Lions sur l'île de Kodiak en Alaska. En 1998, elle obtient une licence de l'université Stanford avec mention. En 2003, elle est diplômée de l'Université de l'Alberta à Edmonton. En 2015, elle entreprend un doctorat à l'Université Queen's de Kingston, Canada.
Elle vit et travaille à North Bay, en Ontario.

## Carrière artistique
La pratique artistique de Tanya Lukin Linklater comprend la performance, la vidéo et l'installation. L'artiste s’appuie régulièrement sur des collaborations avec d'autres artistes autochtones. Son travail s'inspire des relations entre les corps, les histoires, la poésie, la pédagogie et les espaces conceptuels autochtones, y compris les langues autochtones, et les institutions,.
En février 2017, Tanya Lukin Linklater est la première artiste autochtone sélectionnée en résidence annuelle à All My Relations Arts à Minneapolis. Cette même année, elle est nommée artiste en résidence au musée des beaux-arts de l'Ontario (AGO). Au cours de cette résidence, elle collabore notamment avec une troupe de danseurs pour la création de la performance Sun Force, en réponse à l'exposition Feu et lumière de Rita Letendre, également présentée au Musée des beaux-arts de l'Ontario,.
En 2017, Tanya Linklater cofonde la Wood Land School à la SBC galerie d'art contemporain, avec son mari, l'artiste Duane Linklater, la commissaire d'exposition Cheyanne Turions et l'artiste-auteur Walter Kaheró:ton Scott. L'exposition Kahatenhstánion tsi na'tetiatere ne Iotohrkó:wa tánon Iotohrha se déroule du mois de janvier à décembre 2017. Elle est décrite comme une exposition unique qui se déroule à travers une série de gestes, soit des groupes d'activités qui font entrer et sortir les œuvres de l'espace de la galerie tout au long de l'année. L'exposition est ainsi dans un état constant de devenir.

## Reconnaissance
En 2013, Tanya Linklater est lauréate du K.M. Hunter Artist Award in Literature. Elle a également reçu plusieurs bourses du Conseil des arts de l'Ontario. En 2018, l'artiste reçoit le premier Wanda Loop Research Fund, attribué par le magazine Canadian Art.

## Récompenses
- 2013 : K.M. Hunter Artist Award in Literature
- 2018 : Wanda Loop Research Fund

## Performances et expositions
Parmi une liste non exhaustive :

### Performances solo
- Constellation/conversation avec la participation de Leanne Betasamosake Simpson, Cris Derksen, Layli Long Soldier et Cheyanne Turions, ArtSpace, Peterborough, Ontario, 2016
- A Parallel Excavation avec Duane Linklater, Ociciwan Contemporary Art Collective, Art Gallery of Alberta, Edmonton, Alberta, 2016[12]
- Determined by the River avec Duane Linklater, Remai Modern, Saskatoon, Saskatchewan, 2017[13]
- Slay All Day, Tanya Lukin Linklater, ma ma, Toronto, 2018[14]

### Performances en groupe
- Le Grand Balcon, Musée d'art contemporain de Montréal, Montréal, Québec, 2016[15]
- Wood Land School: Under the Mango Tree, Documenta 14, Athènes, Grèce, et Kassel, Allemagne, 2017
- INSURGENCE/RESURGENCE, musée des beaux arts de Winnipeg, Winnipeg, Manitoba, 2017
- Traces, Urban Shaman, Winnipeg, Manitoba, 2017[16]
- A Few Similar Things, Truck Gallery, Calgary, Alberta, 2017
- Wood Land School: Kahatenhstánion tsi na’tetiatere ne Iotohrkó:wa tánon Iotohrha / Drawing Lines from January to December, SBC Gallery of Contemporary Art, Montréal, Québec, 2017[8]
- In Dialogue, présenté par John G. Hampton, Art Gallery of Southwestern Manitoba, Brandon, Manitoba. Co-production du Art Museum de l’Université de Toronto, de la Art Gallery of Southwestern Manitoba, et la Carleton University Art Gallery, 2018[17]
- Art for a New Understanding: Native Voices, 1950s to Now, Crystal Bridges Museum of American Art, Bentonville, Arkansas, 2018[18]
- Inaabiwin avec Scott Benesiinaabandan, Hannah Claus, Meryl McMaster, and Greg Staats, sous la direction de Printup, The Robert McLaughlin Gallery, Oshawa, Ontario, 2018[19],[20]
- Are You My Mother?, Dunlop Art Gallery, Regina, Saskatchewan, 2019[21]
- Indigenous geometries, avec Tiffany Shaw-Collinge, musique de Laura Ortman, danse d'Ivanie Aubin-Malo et Ceinwen Gobert, Chicago Architecture Biennial, Chicago, 2019
- Soft Power, musée d'Art moderne de San Francisco, San Francisco, Californie, 2019[22]
- Soundings: An Exhibition in Five Parts, sous la direction de Candice Hopkins (Tlingit) and Dylan Robinson (Stó:lō), Agnes Etherington Arts Centre, Kingston, Ontario, 2019[23]